# Дабс, Гомер
Гомер Дабс в русскоязычных изданиях иногда именуется Дебс (англ. Homer Hasenpflug Dubs, 1892—1969). Британский синолог американского происхождения, миссионер. Профессор Оксфордского университета (с 1947). Классик синологии, известный своими работами в области изучения древнекитайской философии и отношений Китая и внешнего мира.

## Биография и деятельность
Служил миссионером Евангелической церкви США в провинции Хунань (1918—1924). В 1925 г. вернулся в США, преподавал философию в университете Миннесоты (1925—1927). В 1927 г. получил профессорское звание в Маршалл Колледже (Хантингтон, Западная Виргиния). В 1934 г. назначен директором отдела переводов китайской истории Американского совета научных обществ (до 1937). С 1937 г. работал в Дьюкском университете (Дарэм, Северная Каролина). В 1944 г. назначен профессором китайского языка Колумбийского университета. В 1945—1957 гг. преподавал китайский язык в Хартфордской семинарии (Коннектикут). В 1947 г. удостоен стипендии им. С. Жюльена Института Франции. Магистр искусств (1947). В 1947 г. избран почётным профессором Оксфордского университета. С 1957 г. жил в Великобритании.
Специалист в области древней истории Китая. Главное научное достижение — перевод трактата и исследование творчества Сюнь-цзы. Его учение считал конфуцианским, в противоположность господствовавшим в западной синологии мнениям. Конфуцианство рассматривал как идеологию морального неравенства, считая политическую идеологию конфуцианцев демократической. Ряд исследований посвятил также проблемам даосизма. Во второй половине 1930-х гг. также занимался переводом «Истории ранней династии Хань» (Бань Гу).

## Избранная библиография
- The history of the former Han dynasty / Ku Pan. — London, Kegan Paul, Trench, Trubner 1938—1955
  - Vol. 1 First division: the imperial annals; chapters I—V 1938
  - Vol. 2 First division: the imperial annals; chapters VI—X / Ku Pan. — Reprinted. — 1954
  - Vol. 3 Imperial annals XI and XII and the memoir of Wang Mang / Ku Pan. — 1955
- Hsüntze, the moulder of ancient confucianism, London 1927/28
  - Hsüntze, the moulder of ancient confucianism (Probsthain’s Oriental Series; 15)
  - The works of Hsüntse (Probsthain’s Oriental Series; 16)
- Rational Induction/An Analysis of The Method of Science and Philosophy, Chicago, University of Chicago Press 1930
- China. The Land of Humanistic Scholarship. An Inaugural Lecture delivered before the University of Oxford on February 1948, Oxford, Clarendon Press 1949
- Гомер Г. Дебс. Военное соприкосновение между римлянами и китайцами в античное время // Вестник древней истории. 1948. № 2. С. 45 — 50.

Данная работа оказала существенное влияние на теории Л. Н. Гумилёва